# Panicum longipedicellatum
Panicum longipedicellatum är en gräsart som beskrevs av Jason Richard Swallen. Panicum longipedicellatum ingår i släktet vipphirser, och familjen gräs. Inga underarter finns listade i Catalogue of Life.